# Duo pour cannibales
Pour plus de détails, voir Fiche technique et Distribution.
Duo pour cannibales (Duett för kannibaler) est un drame psychologique suédois écrit et réalisé par Susan Sontag et sorti en 1969.

## Synopsis
À Stockholm, un employé de bureau et sa petite amie sont impliqués dans les manipulations psychologiques d'un célèbre gauchiste allemand et de sa femme.

## Fiche technique
- Titre français : Duo pour cannibales[1],[2]
- Titre original suédois : Duett för kannibaler[3]
- Réalisateur : Susan Sontag
- Scénario : Susan Sontag
- Photographie : Lars Swanberg
- Montage : Carl-Olov Skeppstedt
- Production : Göran Lindgren (sv), Sandrew
- Société de production : Sandrew Film & Teater AB
- Pays de production :  Suède
- Langue originale : suédois
- Format : Noir et blanc - Son mono - 35 mm
- Durée : 106 minutes
- Genre : Drame psychologique
- Dates de sortie :
  - France : mai 1969 (Festival de Cannes 1969) ; 18 octobre 1972 (sortie nationale)
  - Suède : 24 septembre 1969

## Distribution
- Lars Ekborg : Arthur Bauer, ancien révolutionnaire
- Adriana Asti : Francesca, la femme d'Arthur
- Gösta Ekman : Tomas, secrétaire de Bauer
- Agneta Ekmanner : Ingrid, la femme de Tomas
- Britta Brunius (sv) : Mme Grundberg
- Stig Engström (sv) : Lars
- Gunnar Lindkvist (sv) : l'homme dans le café

## Production
Susan Sontag est une intellectuelle américaine qui s'est fait connaître internationalement dans les années 1960 pour son recueil d'essais Contre l'interprétation, dans lequel elle rejette l'interprétation de l'art et met en avant l'inutile et l'intempestif. Elle s'était également établie comme romancière et critique de cinéma. Au printemps 1968, elle est invitée en Suède par le ministère des Affaires étrangères. En Suède, elle rencontre Göran Lindgren (sv), directeur de Sandrew Film & Teater AB, qui lui propose d'écrire et de réaliser un long métrage, dans le cadre d'un projet à l'étranger auquel participe également l'Anglais Peter Watkins. Duo pour cannibales est tourné du 6 octobre au 15 novembre 1968 dans une villa située sur l'île Lidingö.
Il est présenté au festival de Cannes 1969 lors de la quinzaine des réalisateurs.

## Accueil critique
Jurgen Schildt a écrit dans Aftonbladet : « Si Susan Sontag peut écrire des essais brillants et des romans décents, elle ne peut pas, pour l'instant, faire des films décents. Duo pour cannibales est en fait une première œuvre stagnante et lourdement construite, un effort qui permet à la plupart des participants de jouer la bouffonnerie quasi-intellectuelle et qui donne au public de nombreuses occasions de faire sortir les mâchoires des charnières ». Dans Chaplin (sv), Torsten Manns a reconnu que le film n'était pas réussi, analysant : « Parce que [Sontag] n'a pas maîtrisé les moyens d'expression du film, elle ne peut pas contrôler son thème, qui se heurte à un certain nombre de facteurs, notamment le fait que les acteurs semblent avoir aucune idée de ce qu'ils font et n'ont pas été correctement instruits sur leur personnage. Le Bauer d'Ekborg ressemble et se comporte comme un vieil homme sorti d'un cabinet d'horreur cinématographique, le film est mal éclairé (Sontag n'aurait-elle pas pu collaborer avec Lasse Swanberg (sv) ?) et le montage est saccadé. De plus, il est trop long ».
Dans le pays d'origine de Sontag, le film a reçu des critiques légèrement plus positives ; Molly Haskell a écrit dans The Village Voice : « Si le film n'a pas les résonances d'une couche subconsciente, il crée et maintient néanmoins un équilibre parfait. Mme Sontag est fidèle au principe qu'elle a admiré chez Bresson - la préservation du caractère sacré du mystère humain. Les relations des personnages ne sont pas décrites, psychologiquement, mais inscrites - comme des mouvements dans l'espace ». Haskell poursuit : « Ce qui manque (et qui est abondamment présent dans les essais de Mlle Sontag), c'est la synthèse : synthèse du subjectif et de l'objectif, du conscient et de l'inconscient, de l'idée et du sentiment, du mystère et de l'intelligibilité ». Haskell a conclu en louant la modestie du film, remarquable pour une première œuvre.